# Renfe Operadora
Renfe Operadora (conhecida simplesmente pela marca Renfe) é uma das entidades públicas empresariais que explora a rede ferroviária espanhola. Como o seu nome indica é herdeira do legado da RENFE (Red Nacional de los Ferrocarriles Españoles), empresa criada em 1941, da qual se desprendeu a Renfe Operadora, no dia 1 de Janeiro de 2005, passando a RENFE a chamar-se ADIF (Administrador de Infraestructuras Ferroviarias). A criação da Renfe Operadora deveu-se à Lei do Sector Ferroviário (LSF), que exigia a separação da exploração dos serviços de transporte e da administração de infraestruturas, pelo que se tiveram que se formar duas empresas: ADIF e Renfe Operadora.

## Estrutura da empresa
Na sua origem, Renfe Operadora herdou o modelo de gestão das Unidades de Negócio da antiga RENFE, fazendo cargo daquelas que puramente afectavam a exploração dos serviços de transporte, que eram:
- Alta Velocidad
- Larga Distancia
- Media Distancia
- Cercanias
- Mercancías
- Mantenimiento Integral de Trenes.

Em Janeiro de 2006, a Renfe Operadora sofre uma grande reestruturação interna, que reduz as divisões comerciais a quatro:
- Dirección General de Servicios Públicos de Cercanías y Media Distancia: Encarregada da gestão dos comboios de Cercanías e Media Distancia.
- Dirección General de Servicios de Larga Distancia: Encarregada da gestão dos comboios que antes pertenciam às Unidades de Negócio de Grandes Líneas e Alta Velocidad (Excepto AV. Media Distancia, que passam a Media Distancia)
- Dirección General de Servicios de Mercancías y Logística: Encarregada dos serviços de Mercadorias
- Dirección General de Fabricación y Mantenimiento: Encarregada da fabricação e manutenção do material ferroviário, que se conhece comercialmente como Integria: Fabricación y Mantenimiento.

## Serviços ferroviários

Rede completa de ferrovias espanholas.
Legenda:
Linhas de alta velocidade
Linhas de bitola ibérica
Lihas de bitola métrica

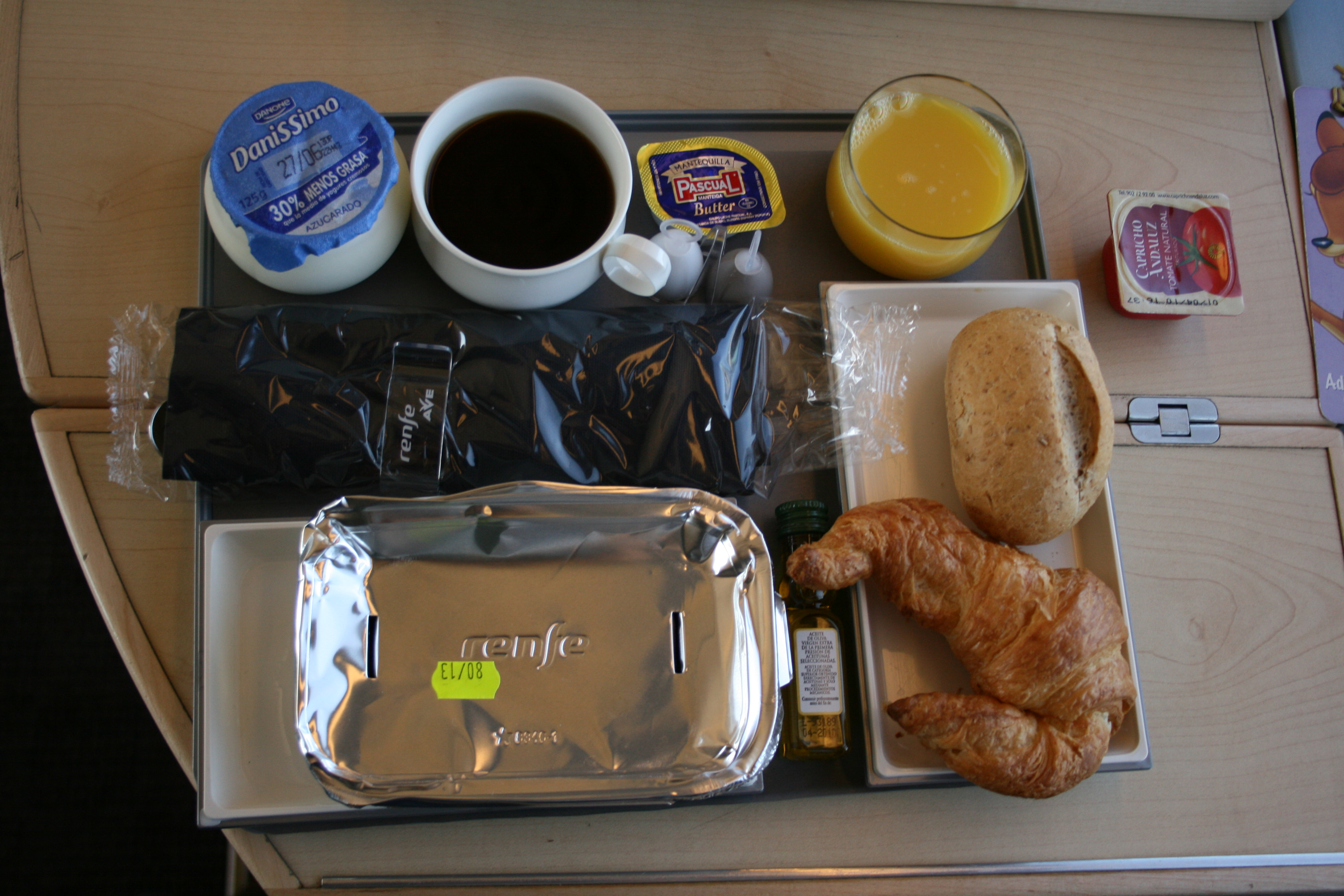
Café da manhã num trem de alta velocidade.

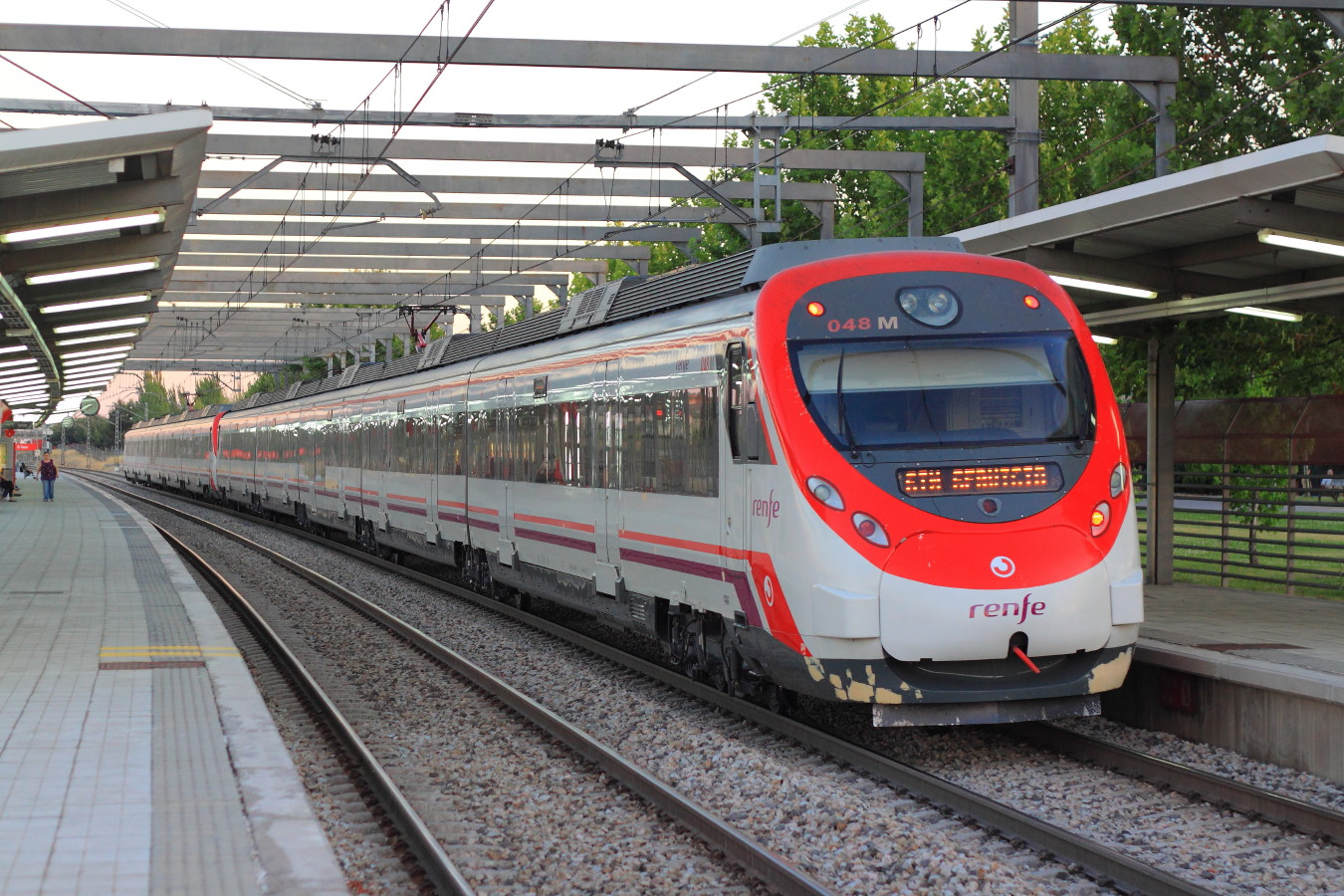
Trem de Cercanías em Madrid.

Tradicionalmente, desde a sua fundação, a Renfe Operadora separou completamente os seus serviços de Média e de Longa Distância. No momento, a divisão é mais flexível, existem serviços com links entre os ramais.

### Longa Distância
As linhas de "longa distância" são serviços não subsidiados, que geralmente incluem grandes serviços de bordo, como uma cafeteria, classe preferencial, reclinação de assentos ou emissão de filmes. O nome de cada uma das viagens oferecidas geralmente indica os serviços e o tipo de trem, embora às vezes existam diferenças dentro das viagens com o mesmo nome.
Os serviços de alta velocidade incluem:
- 'Alta Velocidad Española' : é o serviço de alta velocidade em linhas longa-distância. Estes são os trens que alcançam a velocidade mais alta, até 310 km/h, e que circulam de origem para destino por linhas de alta velocidade.
- 'Alvia' : são os serviços que são parcialmente distribuídos por linhas de alta velocidade e por linhas convencionais. Alcançam uma velocidade de 250 km/h.
- 'Altaria' : são os serviços compostos de um trem arrastado por uma locomotiva. Eles podem funcionar parcialmente em inhas de alta velocidade, com uma velocidade máxima de 200 km/h.
- 'AVE City' : Serviços de dia de alta velocidade em comboios de gama média sem serviços preferenciais de classe ou de valor agregado durante a viagem. Seu objetivo é oferecer rotas similares ao AVE a preços mais competitivos.

São serviços convencionais e podem viajar a velocidades de até 200 km/h:
- 'Euromed' : serviço estabelecido para aproveitar as características do Corredor Mediterrâneo.
- 'Talgo' : eles consistem em um trem arrastado por uma locomotiva.

Além disso, a Renfe Operadora faz várias linhas noturnas com uma velocidade máxima de até 200 km/h, algumas das quais são parcialmente conduzidas por linhas de alta velocidade:
- 'Trenhotel' : Trem noturno que inclui um vagão-restaurante.

### Média Distância
As linhas de Média Distância podem receber subsídios, em particular para cada linha, geralmente pelos governos autônomos, e globalmente através de um acordo com o governo do estado conhecido como contrato-programa. Todos os serviços têm benefícios semelhantes, com classe única, sem cafeteria a bordo e a possibilidade de usar bicicletas.
As diferenças entre os modelos de trens usados pelas linhas de média distância fazem que existam vários nomes para os serviços de acordo com o modelo usado.

### Cercanías
A Cercanías Renfe é a denominação comercial do serviço de comboios suburbanos da Renfe. Existem várias redes de caminhos de ferro exploradas pela Cercanías Renfe em toda a Espanha. Em Barcelona, desde o dia 1 de Janeiro de 2010, o serviço é gerido pela Generalitat de Catalunya e operado pela Renfe. Em País Basco, desde o dia 1 de Janeiro de 2025, o serviço é gerido pela Governo do País Basco e operado pela Renfe.
- 'Cercanías' : pela bitola ibérica e métrica
- 'Cercanías AM' : pela bitola métrica de FEVE

## Presidente
O actual (e único) presidente da Renfe Operadora é José Salgueiro Carmona, procedente da presidência da antiga RENFE.